# Necromanteion do Aqueronte
O Necromanteion ou Necromanteu (em grego:  Νεκρομαντεῖον, transl.: Nekromanteion) era um antigo templo grego de necromancia dedicado a Hades e Perséfone. Segundo a tradição, localizava-se às margens do rio Aqueronte, no Epiro, perto da antiga cidade de Éfira. Os devotos acreditavam que este local era a porta para Hades, o reino dos mortos. O local fica no ponto de encontro dos rios Aqueronte, Piriflegetonte e Cócito, que se acredita fluir e regar o reino de Hades. O significado dos nomes dos rios foi interpretado como "sem alegria", "carvões ardentes" e "lamento", respectivamente.
Um local em Mesopotamos, Epiro foi proposto como o local do Necromanteion em 1958, mas essa identificação agora é questionada.

## Fundo
A palavra Necromanteion significa "Oráculo dos Mortos", e os fiéis vinham aqui para conversar com seus ancestrais mortos. Embora outros templos antigos, como o Templo de Posídon em Tênaro, bem como os de Argólida, Cumas e Heracleia em Ponto sejam conhecidos por abrigar oráculos dos mortos, o Necromanteion de Éfira foi o mais importante. Pertenceu aos tesprotianos, a tribo grega epirota local. De acordo com o relato de Heródoto, foi ao Necromanteion que Periandro, o tirano de Corinto do século VI a.C., enviou legados para fazer perguntas à sua falecida esposa, Melissa. Na Odisseia de Homero, o Necromanteion também foi descrito como a entrada pela qual Ulisses fez sua nekyia.

## Uso ritual
O uso ritual do Necromanteion envolvia cerimônias elaboradas em que os celebrantes que procuravam falar com os mortos começavam se reunindo no templo em forma de zigurate  e consumindo uma refeição de favas, carne de porco, pão de cevada, ostras e um composto narcótico. Após uma cerimônia de purificação e sacrifício de ovelhas, os fiéis desciam por uma série ctônica de corredores sinuosos deixando oferendas ao passar por vários portões de ferro. A necromanteia colocava uma série de perguntas e cantavam orações e os celebrantes então testemunhavam o sacerdote se erguendo do chão e começando a voar pelo templo através do uso de guindastes teatrais.

## Sítio arqueológico disputado
Um sítio arqueológico descoberto em 1958 e escavado durante 1958–64 e 1976–77 foi identificado como o Necromanteion pelo arqueólogo Sotirios Dakaris com base em sua localização geográfica e suas semelhanças com as descrições encontradas em Heródoto e Homero. No entanto, sua situação topográfica em uma colina que comanda a vizinhança imediata não se encaixa nessa interpretação e as ruínas datam não anteriores ao final do século IV a.C.
Agora também se acredita que o local era uma casa de fazenda fortificada de um tipo comum no período helenístico. Além de quantidades de cerâmica doméstica, o local produziu ferramentas agrícolas e armamento, incluindo pila romana da destruição final do local pelos romanos em 167 a.C. O mais surpreendente de tudo foram 21 arruelas (os distintivos modioli de bronze) de pelo menos sete catapultas diferentes, que Dakaris erroneamente identificou como componentes de um guindaste.

### Linha do tempo
- Século VIII a.C. - Necromanteion descrito por Homero .
- Século V a.C. - Necromanteion descrito por Heródoto .
- Final do século IV a.C. - Edifício do sítio erigido.
- 167 a.C. - Local incendiado pelos romanos.

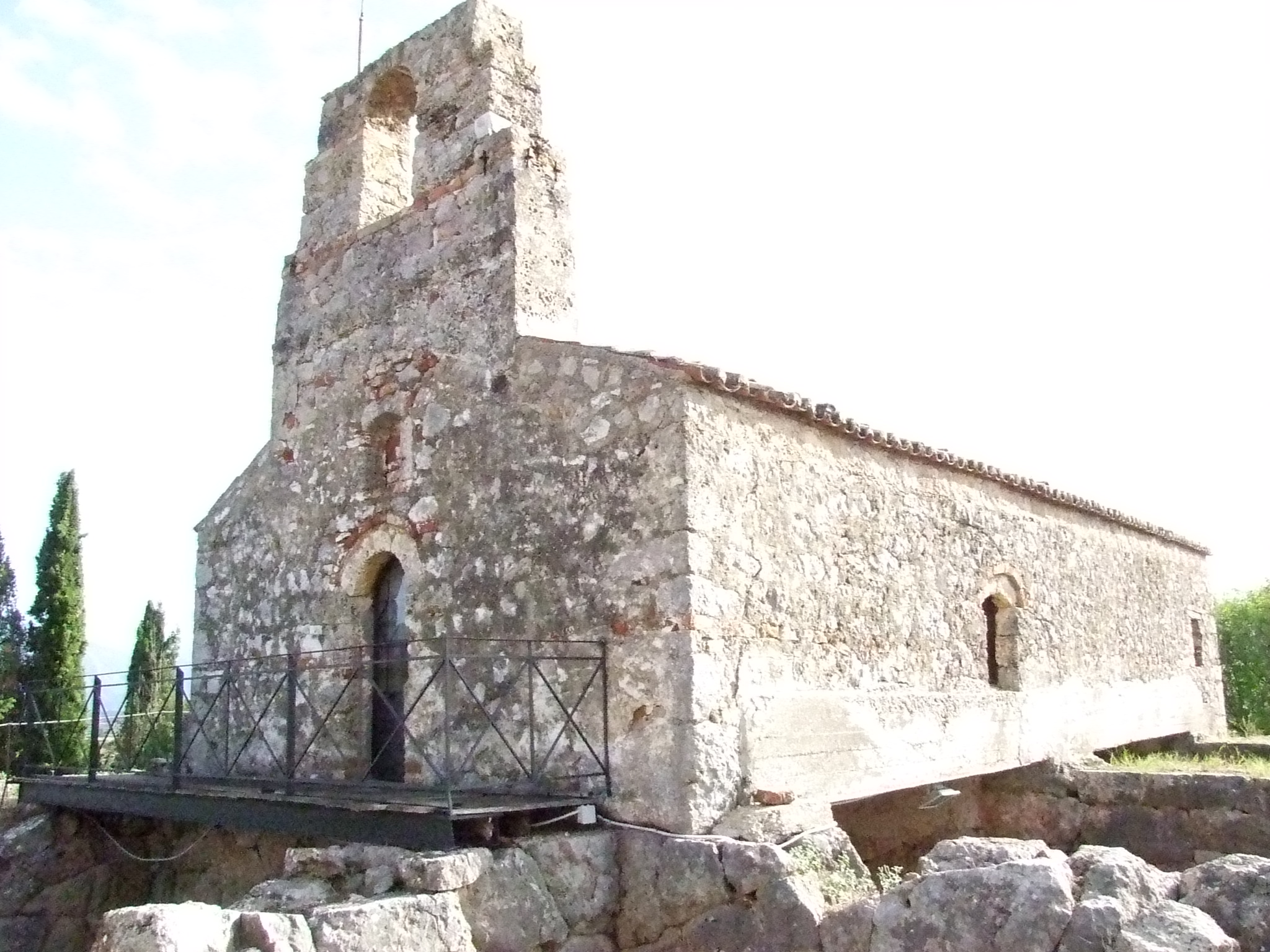
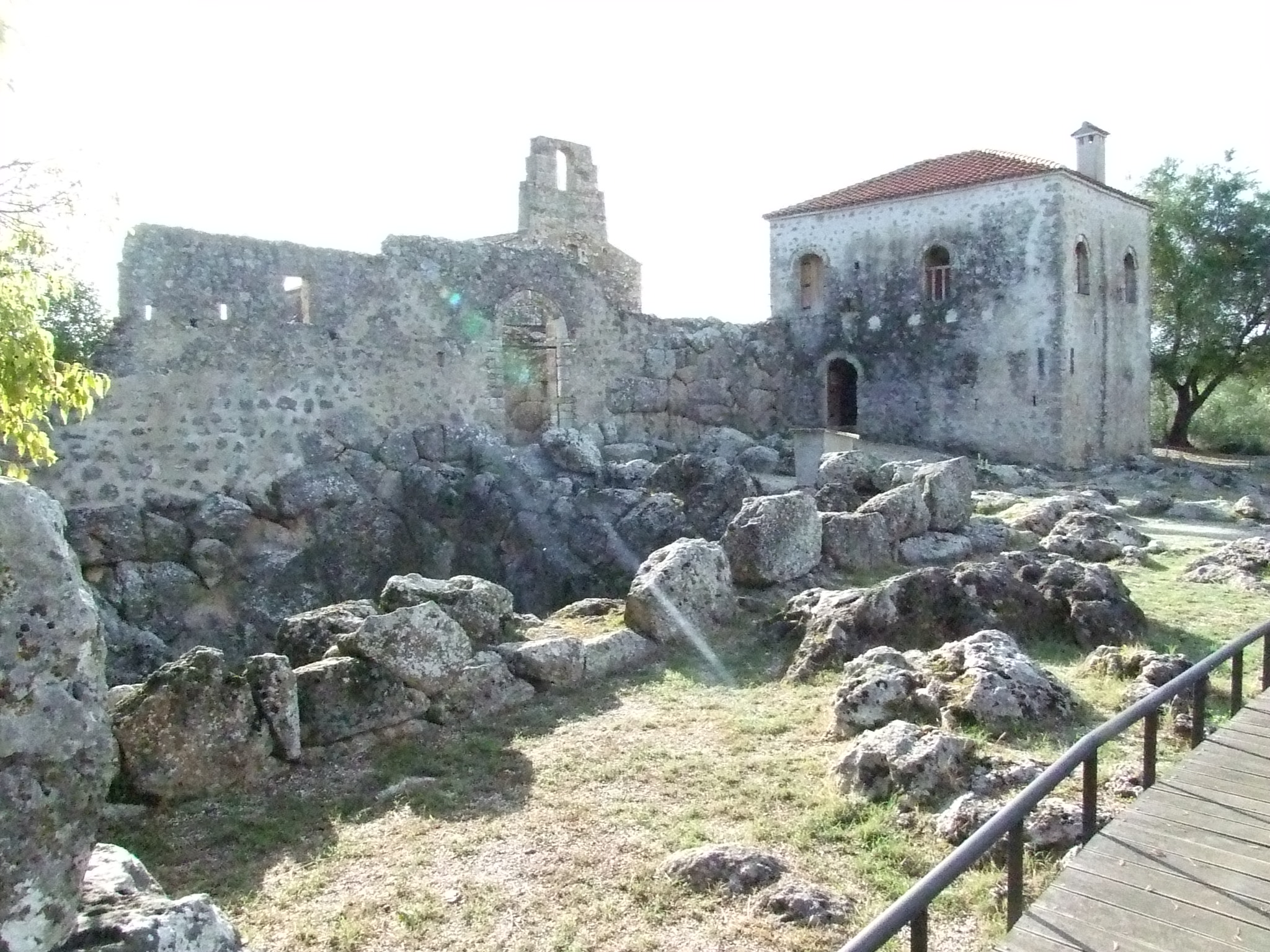
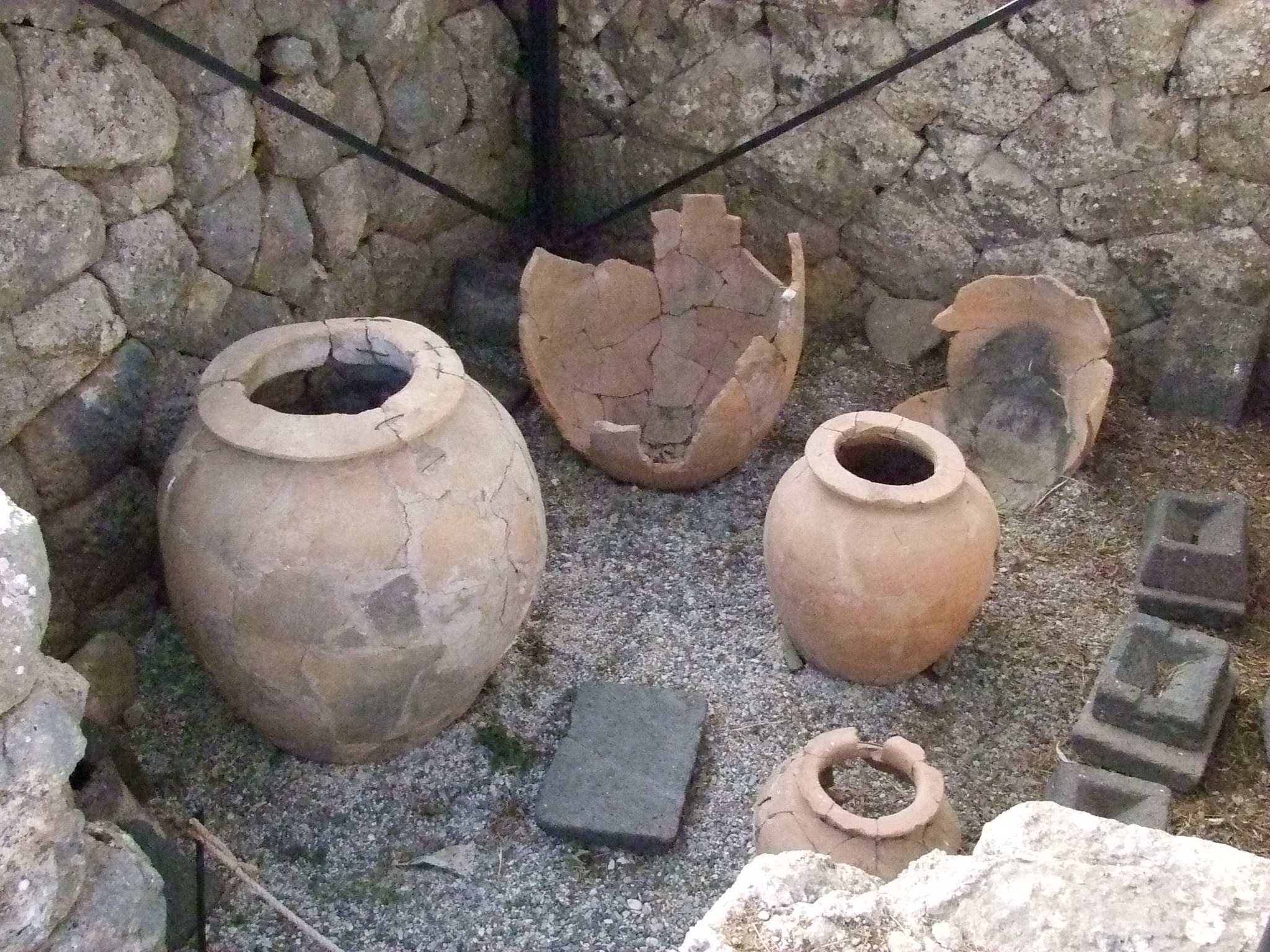
Cerâmica
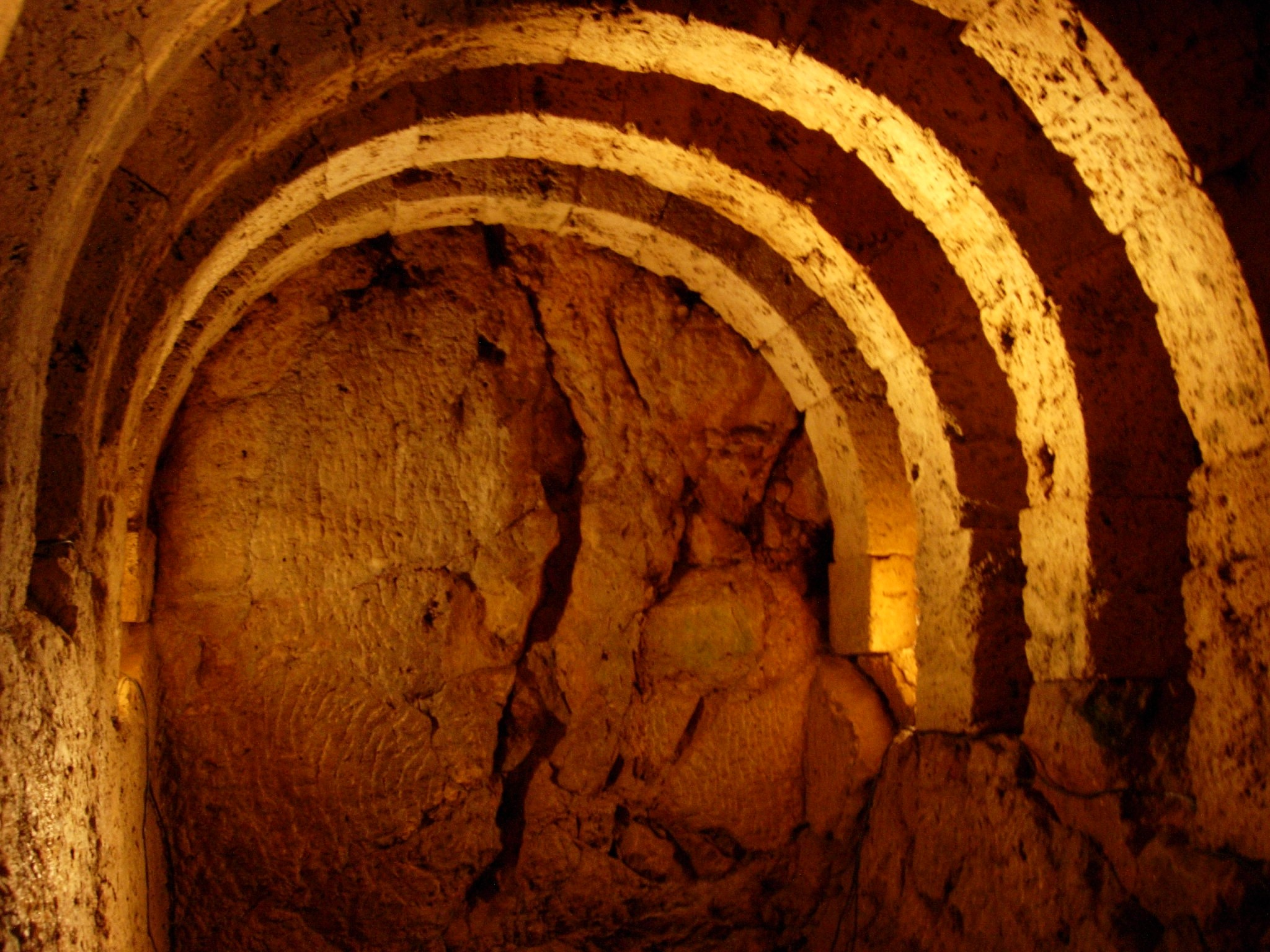
Um dos túneis do local
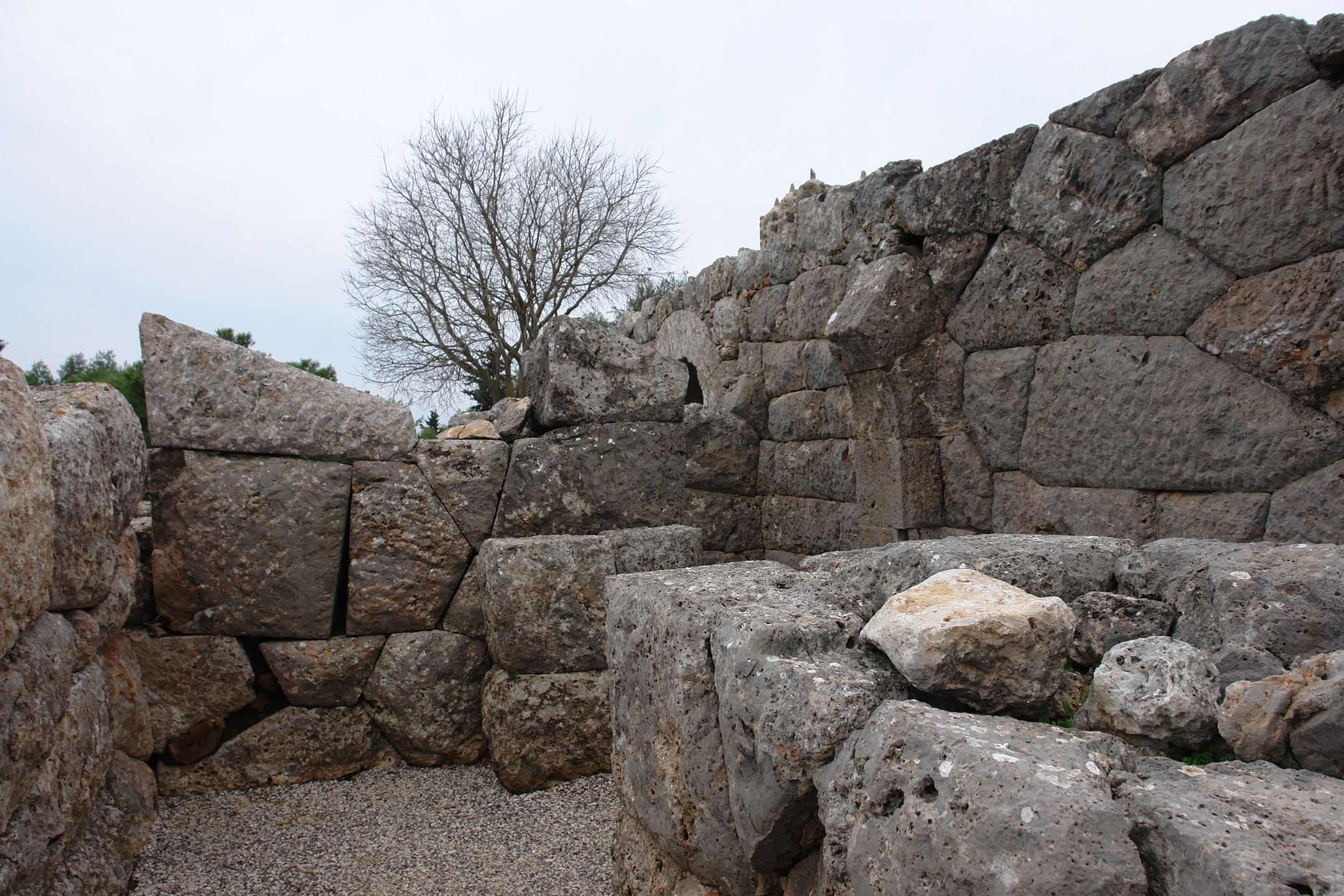
Salões levando à sala central
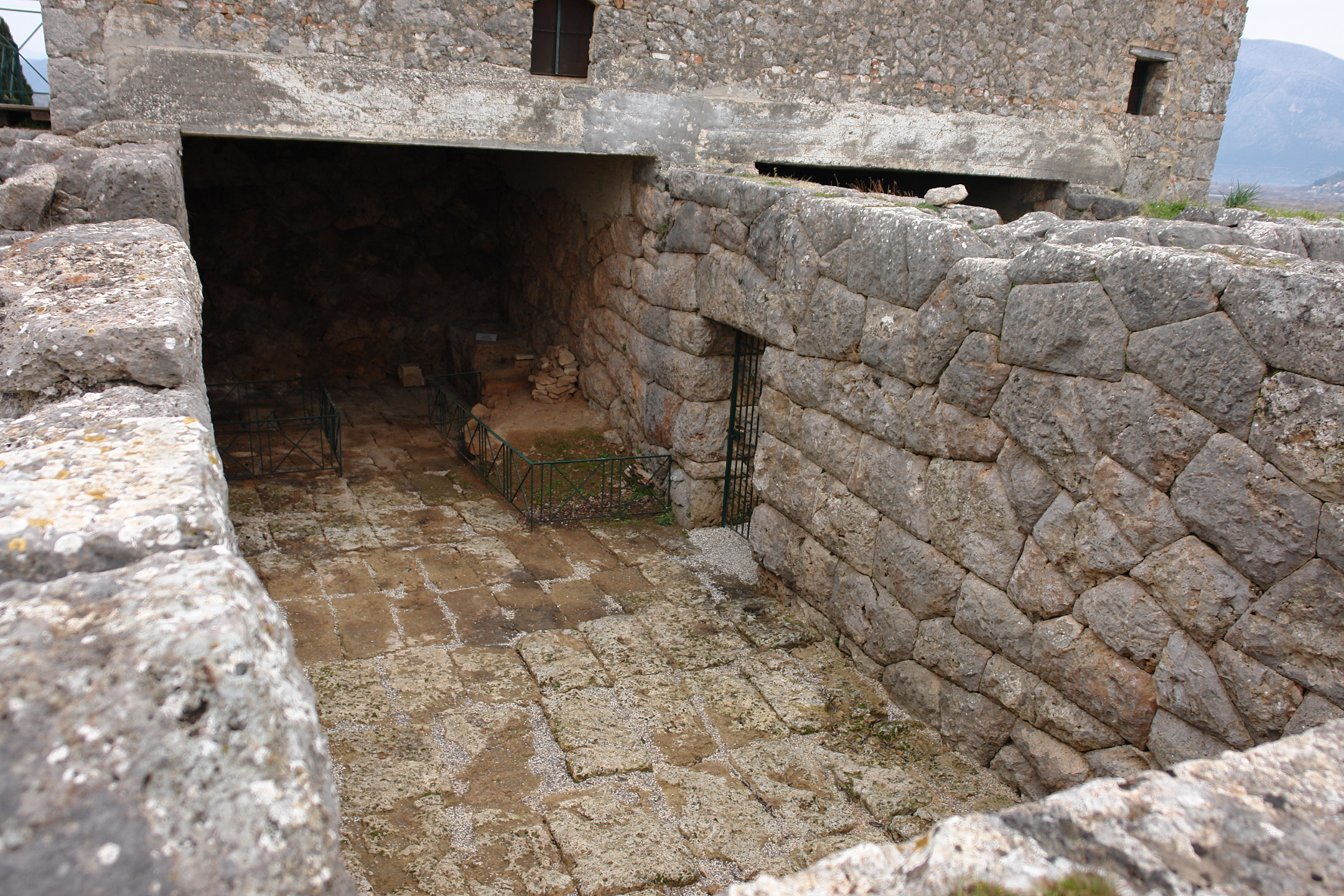
Sala central
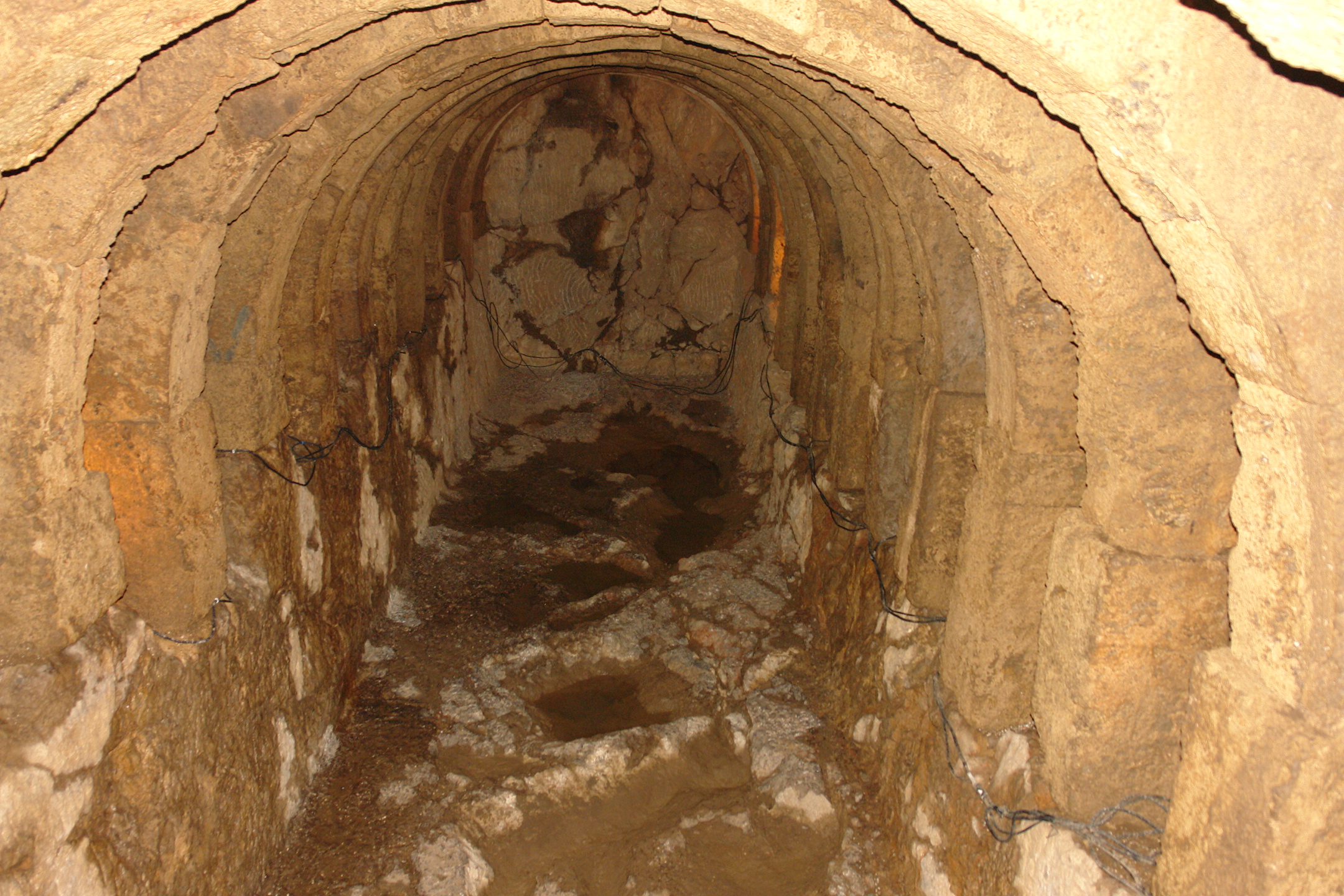
Túnel